# Judengesetz

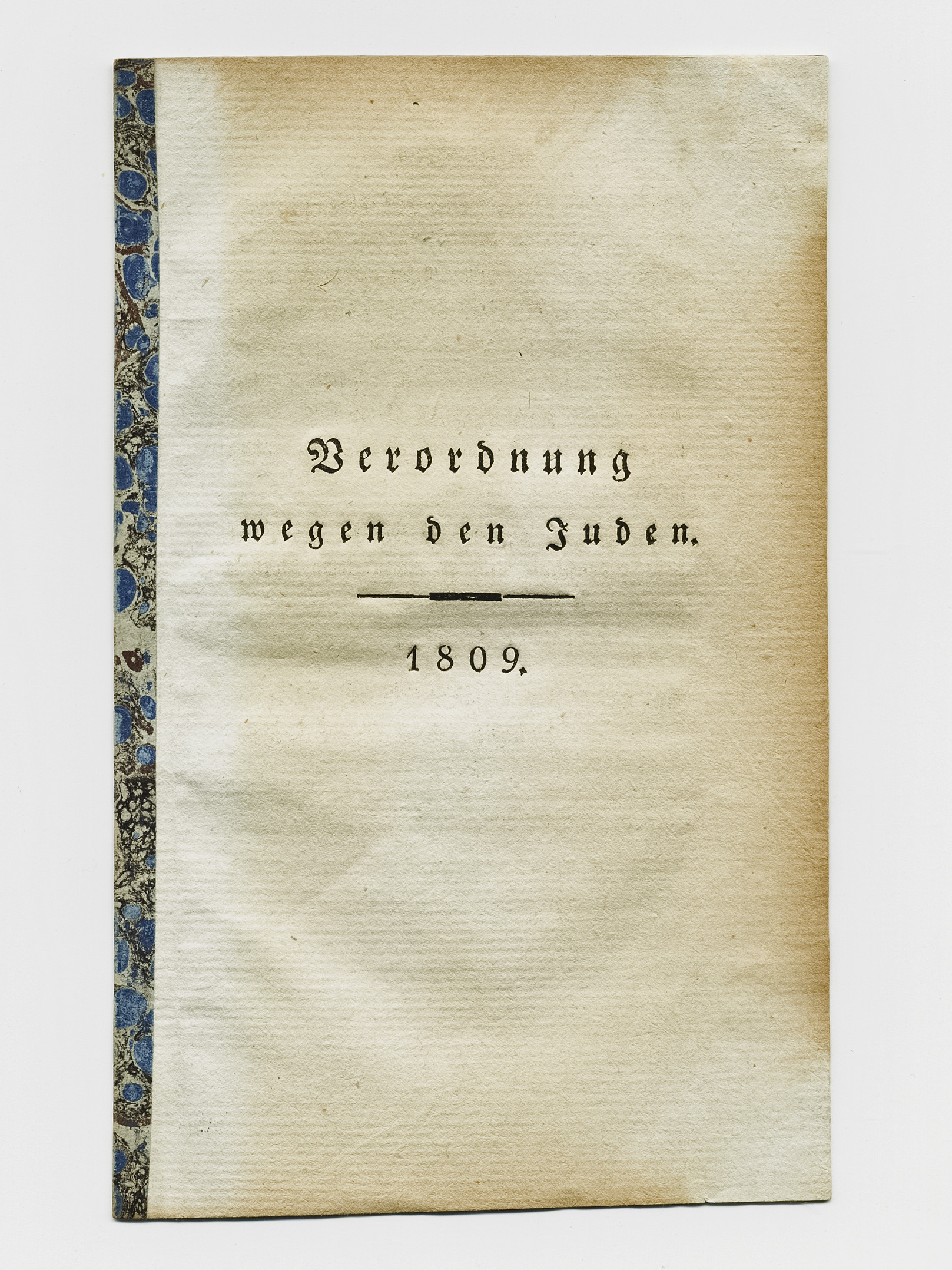
Vorschriften für das Verhalten der im Kanton Basel-Stadt niedergelassenen Juden, 1809, in der Sammlung des Jüdischen Museums der Schweiz.

Judengesetz ist die seit dem Mittelalter weitgehend übliche abkürzende Bezeichnung für die Gesetzgebung in europäischen Staaten betreffs der rechtlichen Stellung der jüdischen Minderheit.
Von besonderer Bedeutung waren:
- die Gesetze zur Zeit des Mittelalters, beispielsweise das Vierte Laterankonzil von 1215[1]
- die Gesetzgebung in Staaten des Deutschen Bundes im 19. Jahrhundert, etwa in Baden 1809, Preußen 1812,[2] Bayern 1813,[3] das Gesetz in Betreff der öffentlichen Verhältnisse der israelitischen Glaubensgenossen von 1828 im Königreich Württemberg oder das Preußische Judengesetz von 1847[4]
- die Gesetze und Verordnungen im NS-Staat,[5][6][7] insbesondere die Nürnberger Gesetze

Nach dem Zweiten Weltkrieg bemühte man sich vor allem in Deutschland um Wiedergutmachung und Entschädigung gegenüber den Jüdischen Gemeinden wie beispielsweise mit dem Luxemburger Abkommen von 1952 sowie um die strafrechtliche Ahndung neuerlicher antisemitischer Bestrebungen.